# Emmanuel Frimpong
Emmanuel Yaw Frimpong (sinh ngày 10 tháng 1 năm 1992 tại Kumasi) là một cầu thủ bóng đá người Ghana hiện đã giải nghệ.
Frimpong bắt đầu sự nghiệp của mình tại Arsenal, nơi anh và các đồng đội đã giành được một Cúp trẻ FA và hai danh hiệu Premier Academy League. Anh cũng từng chơi cho một số đội bóng Anh khác như Wolverhampton Wanderers, Charlton Athletic và Fulham. Vào tháng 1 năm 2014, Frimpong chuyển đến Barnsley, sau đó đến FC Ufa của Nga vào tháng 9 cùng năm. Giai đoạn 2016–2017, anh thi đấu cho 3 câu lạc bộ là Arsenal Tula, AFC Eskilstuna và Ermis Aradippou. Tháng 3 năm 2019, anh quyết định giải nghệ vì chấn thương hành hạ.
Mặc dù anh đã thi đấu cho các cấp độ trẻ của đội tuyển Anh, nhưng vào tháng 3 năm 2013, anh có trận ra mắt cho Ghana, đất nước khai sinh của mình.

## Niên thiếu
Frimpong sinh ra ở Ghana nhưng đã chuyển đến Anh lúc còn trẻ. Ban đầu, anh gia nhập học viện của Tottenham Hotspur, nhưng sau khi được Arsenal phát hiện tài năng, anh đã chuyển đến đó. Anh đã học ở Trường cộng đồng Gladesmore, Tottenham đến năm 14 tuổi và đã thôi học để tập trung chơi bóng toàn thời gian tại Arsenal.

## Phong cách thi đấu
Thời còn thi đấu, Frimpong được biết đến là một cầu thủ giàu năng lượng ở hàng tiền vệ. Đã có lúc người ta so sánh anh với cựu cầu thủ Arsenal Alex Song và nhiều tiền vệ châu Phi nổi tiếng khác, những người có tốc độ và sức mạnh. Anh cũng từng được gọi là "Michael Essien mới" vì sự chăm chỉ phòng ngự.

## Danh hiệu
Đội trẻ Arsenal
- Premier Academy League: 2008–09, 2009–10
- FA Youth Cup: 2008–09